# Schweizerischer Verband alleinerziehender Mütter und Väter
Der Schweizerische Verband alleinerziehender Mütter und Väter (SVAMV) als nationaler Dachverband der lokalen und regionalen Vereine und Selbsthilfegruppen Alleinerziehender in der Schweiz. Er wurde 1980 als Interessenvertretung allein erziehender Mütter und Väter gegründet und am 16. Juni 1984 wurde er zum SVAMV mit seinen heutigen Statuten.
Erklärtes Ziel des SVAMV ist die Integration von Einelternfamilien in der Gesellschaft, die Sicherung der materiellen Existenz von Einelternfamilien, die Vereinbarkeit von Erwerbs- und Familienarbeit sowie die Aufhebung der in Gesetzgebung und Rechtsprechung existierenden Diskriminierungen von Einelternfamilien gegenüber dem traditionellen Familienmodell mit Vater, Mutter und Kind(ern) (siehe Kernfamilie).
Diese Ziele will der SVAMV durch die Vertretung der Anliegen von Alleinerziehenden in der schweizerischen Öffentlichkeit und Politik, gegenüber den Behörden, Fachleuten und Organisationen erreichen. Des Weiteren berät der Verband seine Mitglieder (Organisationen und Einzelpersonen) betreffend verschiedenen Belangen und führt einen Stipendienfonds für Alleinerziehende. 